# Рабочая жидкость
Рабочая жидкость (в гидроприводе) — жидкость, используемая как носитель энергии. В качестве рабочих жидкостей применяются минеральные, синтетические и полусинтетические масла, жидкости на силиконовой основе, водомасляные эмульсии, масляно-водяные эмульсии.

## Требования к рабочим жидкостям
Рабочие жидкости для гидросистем должны удовлетворять следующим требованиям:
- вязкостью в требуемом диапазоне значений;
- высоким индексом вязкости (минимальной зависимостью вязкости от температуры);
- хорошими смазывающими свойствами;
- химической инертностью к материалам, из которых сделаны элементы гидропривода;
- высоким объёмным модулем упругости;
- высокой устойчивостью к химической и механической деструкции;
- высоким коэффициентом теплопроводности и удельной теплоёмкости и малым коэффициентом теплового расширения;
- высокой температурой вспышки;
- нетоксичностью.
- температурами плавления и кипения вне рабочего диапазона температур

## Минеральные масла
Наиболее широко используемые гидравлические жидкости изготавливаются на основе минерального масла с соответствующими присадками. Их часто называют просто гидравлическими маслами. Требования к этим маслам определены в ISO 6743/4 с обозначениями HL, HM, HV. В Германии используются обозначения H, HL, HLP, HVLP согласно DIN 51 524.
- H: Без активных присадок, соответствует смазочным маслам по DIN 51 517. В настоящее время практически не используется.
- HL: С присадками для повышения коррозионной стойкости и устойчивости к окислению (HL по DIN 51 524, часть 1). Применяются при давлениях до 200 бар и выдерживают стандартные термические нагрузки.
- HLP: С присадками для повышения коррозионной стойкости, устойчивости к окислению и с добавлением противозадирных присадок (HLP по DIN 51 524, часть 2). Используются при давлениях до и более 200 бар, обеспечивая защиту от термических нагрузок.
- HM: С присадками для повышения коррозионной стойкости, устойчивости к окислению и уменьшения износа в условиях граничного трения (аналог HLP по DIN 51 524, часть 2).
- HV: С присадками для повышения коррозионной стойкости, устойчивости к окислению, уменьшения износа в условиях граничного трения, а также улучшенного температурно-вязкостного поведения (HVLP по DIN 51 524, часть 3).
- HLPD: С присадками для повышения коррозионной стойкости, устойчивости к окислению и с моющими (детергентными) присадками (немецкое обозначение, не стандартизировано).[1][2]

## Функции рабочих жидкостей
Основная функция рабочих жидкостей - передача гидростатического давления в гидравлической системе. Также рабочие жидкости осуществляют надёжную смазку трущихся поверхностей деталей элементов гидросистемы. Ещё одна из функций рабочих жидкостей — защита деталей гидропривода от коррозии, поэтому рабочие жидкости обычно содержат антикоррозионные присадки. Другая функция рабочей жидкости — теплообмен между элементами гидросистемы, а также обмен теплом с окружающей средой.

## Техника безопасности
Не рекомедуется смешивать между собой разные марки рабочих жидкостей, в том числе, не рекомендуется смешивать разные марки минеральных масел. Это может привести к вспениванию рабочей жидкости, что повлечёт за собой нарушение работы гидропривода. Кроме того, рекомендуется использовать с данной гидросистемой именно ту марку рабочей жидкости, которая рекомендуется производителем гидрооборудования.
Известны случаи, когда протирочные материалы, пропитанные маслами, на предприятиях сбрасывались в общую кучу. При длительном хранении эти кучи самовоспламенялись, что приводило к пожарам.

## Содержание воды в минеральных маслах
При использовании в качестве рабочих жидкостей минеральных масел, наличие воды в последних допускается в количестве не более 0,05-0,1%.

## Другие значения термина
В нефтяной отрасли под рабочей жидкостью понимается агент, используемый при добыче нефти.